# 約翰·弗雷德里克森
约翰·弗雷德里克森（挪威語：John Fredriksen，1944年5月10日—），挪威裔塞浦路斯人，是华拉伦加足球会的東主。

## 生平
於1944年出生于挪威奥斯陆东部，高中辍学。他最初进入一家船务经纪公司，27岁开始自行創業。上世纪80年代，他的油轮在伊拉克与伊朗战争期间冒风险运输石油并攫取巨额利润，为他赚得“第一桶金”。主营航运物流行业，2012年福布斯全球富豪榜第75位。
如今，弗雷德里克森是世界上最大油轮业主，拥有超过70艘油轮，旗下企业主营石油钻探和渔业。他名下法拉黑德控股公司总部位于塞浦路斯，控股美国帕尔农能源公司、英国阿卡迪亚石油公司和瑞士阿卡迪亚能源公司。
其中，帕尔农总部位于美国俄克拉何马州，设在美国库欣的油库容量至少达300万桶。阿卡迪亚石油总部位于英国伦敦，是全球主要石油交易机构，日均交易80万桶原油及其衍生品。美国炼油商托斯科公司2000年起诉阿卡迪亚操纵北海布伦特原油，双方达成庭外和解，被告所付赔偿金额不详。
除法拉黑德控股公司，擎起弗雷德里克森“能源王国”的企业包括顶级油轮运营商前线公司、液化天然气企业戈拉尔液化天然气公司和离岸钻探企业海钻公司。